# 大原今城
大原 今城（おおはら の いまき）は、奈良時代の皇族・貴族・歌人。名は今木とも記される。初め今城王を名乗るが、臣籍降下して大原真人姓となる。敏達天皇の後裔。官位は従五位上・駿河守。

## 経歴
養老年間末（720年代前半）に高田女王から恋歌を贈られていることから、生年は慶雲年間（705年-708年）以前と想定される。
天平11年（739年）高安王らが大原真人姓を与えられ臣籍降下した際、今城も同時に賜姓されたか。同20年10月の大原真人櫛上の奴婢売買券に、「一条三坊戸主」として連署。聖武朝末から孝謙朝にかけて兵部少/大丞を務め、天平勝宝9歳（757年）藤原仲麻呂の紫微内相就任と同時に従五位下に叙爵し、まもなく治部少輔に任ぜられる。
天平宝字7年（763年）正月左少弁に転じる。同年2月に新羅から金体信が朝貢のために来朝したことから、先の天平宝字4年（760年）に同じく来朝した金貞巻に伝えた内容（責任を持って対応できる人物、誠意ある礼儀、旧来通りの貢ぎ物、明らかな根拠のある言葉、の4つを備えた上で来朝すべきこと）がどうなっているのかについて、讃岐介・池原禾守らと共に推問を行う。しかし、金体信は国王の命令により朝貢を行うのみで他のことは関知していないと回答した。そのため、今回の使者は常の通り待遇するが、今後は王子か高官を入朝させるべき旨との太政官の処分について、新羅国王に伝えるように、今城から金体信に命じている。
天平宝字8年（764年）正月に従五位上に昇叙されるが、同年9月に発生した藤原仲麻呂の乱に連座したらしく官位を剥奪される。
光仁朝の宝亀2年（771年）罪を赦されて無位より従五位上に復し、兵部少輔に任ぜられる。翌宝亀3年（772年）駿河守。
万葉歌人として、『万葉集』に作歌9首と伝誦・伝読歌8首が採録されている。

## 官歴
注記のないものは『続日本紀』による。
- 天平20年（748年） 10月：兵部少丞正七位下[4][5]
- 天平勝宝7年（755年）頃：上総国朝集使大掾[7]
- 時期不詳：兵部大丞[8]
- 天平勝宝9年（757年） 5月20日：従五位下。6月16日：治部少輔
- 天平宝字7年（763年） 正月9日：左少弁。4月14日：上野守
- 天平宝字8年（764年） 正月7日：従五位上
- 宝亀2年（771年） 閏3月28日：無位より従五位上に復す。7月23日：兵部少輔
- 宝亀3年（772年） 9月23日：駿河守

## 系譜
- 父：不詳　※穂積親王説、あるいは大原高安説がある[9]
- 母：大伴女郎[10]※大伴坂上郎女とする説がある[11]
- 妻：不詳
  - 男子：大原家継[12]